# Filmfare Awards (2013)
58-я церемония награждения Filmfare Awards проводилась 13 января 2013 года, в городе Бомбей. На ней были отмечены лучшие киноработы на хинди, вышедшие в прокат до конца 2011 года.

## Победители и номинанты
Номинанты 58 церемонии были оглашены 13 января 2013 года. Фильм с наибольшим количеством номинации Барфи!, в количестве двенадцати. Победители были оглашены на Yash Raj Studio, 20 января 2013 года.

## Награды и номинации

### Главные награды
| Лучший фильм | Лучшая режиссёрская работа |
| --- | --- |
| - Барфи! – Ронни Скривала и Сидхарт Рой Капур - Инглиш-винглиш – Сунил Лула, Р. Балки и Ракеш Джунджхунвала - Банды Вассейпура – Анураг Кашьяп и Сунил Бохра - История – Суджой Гхош и Кушал Гада - Донор Вики – Шуджит Сиркар | - Суджой Гхош – История - Анураг Басу – Барфи! - Анураг Кашьяп – Банды Вассейпура - Гаури Шинде – Инглиш-винглиш - Шуджит Сиркар – Донор Вики |
| Лучший актёр | Лучшая актриса |
| - Ранбир Капур – Барфи! в роли Murphy "Barfi" Johnson - Ритик Рошан – Огненный путь в роли Vijay Deenanath Chauhan - Ирфан Кхан – Паан Сингх Томар в роли Паан Сингх Томар - Манодж Баджпаи – Банды Вассейпура в роли Sardar Khan - Салман Кхан – Бесстрашный 2 в роли Chulbul Pandey - Шах Рукх Кхан – Пока я жив в роли Samar Anand | - Видья Балан – История в роли Vidya Bagchi - Дипика Падукон – Коктейль в роли Veronica Malaney - Карина Капур – Героиня в роли Mahi Arora - Паринити Чопра – Сумасшедшая любовь в роли Zoya Qureshi - Приянка Чопра – Барфи! в роли Jhilmil Chatterjee - Шридеви – Инглиш-винглиш в роли Shashi Godbole |
| Мужская роль второго плана | Женская роль второго плана |
| - Анну Капур – Донор Вики в роли Dr. Chaddha - Акшай Кумар – О, Господи! в роли Krishna Vasudev Yadav/Lord Krishna - Эмран Хашми – Шанхай в роли Joginder Parmar - Навазуддин Сиддикуи – Поиск в роли Taimoor - Риши Капур – Огненный путь в роли Rauf Lala                                                                           | - Анушка Шарма – Пока я жив в роли Akira Rai - Хума Куреши – Банды Вассейпура в роли Mohsina - Илеана Де Круз – Барфи! в роли Shruti Ghosh - Рани Мукхерджи – Поиск в роли Roshni - Рича Чадда – Банды Вассейпура в роли Nagma Khatoon                                                                   |
| Лучший мужской дебют | Лучший женский дебют |
| - Аюшманн Кхурана – Донор Вики в роли Vicky Arora - Арджун Капур - Сумасшедшая любовь в роли Parma Chauhan - Сидхарт Мальхотра - Студент года в роли Abhimanyu Singh - Варун Дхаван - Студент года в роли Rohan Nanda | - Илеана Де Круз – Барфи! в роли Shruti Ghosh - Алиа Бхатт - Студент года в роли Shanaya Singhania - Диана Пенти - Коктейль в роли Meera Sahni - Хума Куреши - Банды Вассейпура в роли Mohsina - Хума Куреши - Кхурана и его фирменный рецепт в роли Harman - Ями Гаутам - Донор Вики в роли Ashima Roy  |
| Лучшая музыка к песне для фильма | Лучшие слова к песне для фильма |
| - Притам – Барфи! - Амит Триведи – Сумасшедшая любовь - Притам – Коктейль - Снеха Кханвалкар – Банды Вассейпура - Вишал-Шекхар – Студент года | - Гулзар – "Challa" – Пока я жив - Гулзар – "Saans" – Пока я жив - Амитабх Бхаттачария – "Abhi Mujh Mein Kahin" – Огненный путь - Джавед Ахтар – "Jee Le Zaara" – Поиск - Свананд Киркире – "Aashiyan" – Барфи!                                                                                          |
| Лучший мужской закадровый вокал | Лучший женский закадровый вокал |
| - Аюшманн Кхурана – "Pani Da Rang" – Донор Вики - Рабби Шергил – "Challa" – Пока я жив - Мохит Чаухан – "Барфи!" – Барфи! - Nikhil Paul George – "Main Kya Karoon" – Барфи! - Сону Нигам – "Abhi Mujh Mein Kahin" – Огненный путь | - Shalmali Kholgade – "Pareshaan" – Сумасшедшая любовь - Кавита Сет – "Tumhi Ho Bandhu" – Коктейль - Neeti Mohan – "Jiya Re" – Пока я жив - Shreya Ghoshal – "Chikni Chameli" – Огненный путь - Shreya Ghoshal – "Saans" – Пока я жив                                                                    |

### Награды критиков
| Лучший фильм                       | Лучший фильм                    |
| ---------------------------------- | ------------------------------- |
| - Банды Вассейпура (Анураг Кашьяп) |                                 |
| Лучший актёр                       | Лучшая актриса                  |
| - Ирфан Кхан – Паан Сингх Томар    | - Рича Чадда – Банды Вассейпура |

### Технические награды
| Лучший сюжет                                                                | Лучший сценарий                                       |
| --------------------------------------------------------------------------- | ----------------------------------------------------- |
| - Джухи Чатурведи – Донор Вики                                              | - Санджай Чаухан и Тигманшу Дхулиа – Паан Сингх Томар |
| Лучший диалог в фильме                                                      | Лучший монтаж                                         |
| - Анураг Кашьяп, Zeishan Quadri, Akhilesh & Sachin Ladia – Банды Вассейпура | - Namrata Rao – История                               |
| Лучшая хореография                                                          | Лучшая операторскую работу                            |
| - Боско-Цезар – "Aunty Ji" from Я один и ты одна                            | - Setu – История                                      |
| Лучшая работа художника-постановщика                                        | Лучший звук                                           |
| - Rajat Podar – Барфи!                                                      | - Sanjay Maurya и Allwin Rego – История               |
| Лучший дизайн костюмов                                                      | За влияние в киноиндустрии                            |
| - Manoshi Nath and Rushi Sharma – Шанхай                                    | - Притам – Барфи!                                     |
| Лучшие спецэффекты                                                          | Лучшая постановка боевых сцен                         |
| - Не вручалась                                                              | - Sham Kaushal – Банды Вассейпура                     |

### Специальные награды
| Пожизненные достижения         | Пожизненные достижения |
| ------------------------------ | ---------------------- |
| - Яш Чопра                     |                        |
| Sony Trendsetter of the Year   |                        |
| - Барфи!                       |                        |
| Награда имени Р. Д. Бурмана    |                        |
| - Neeti Mohan                  |                        |
| Лучший режиссёрский дебют      |                        |
| - Гаури Шинде – Инглиш-винглиш |                        |

## Наибольшее количество номинаций и побед
Следующие фильмы имели несколько номинаций:
- 12 номинаций: Барфи!
- 7 номинаций: История, Пока я жив
- 6 номинаций: Банды Вассейпура
- 5 номинаций: Огненный путь
- 4 номинаций: Донор Вики, Студент года
- 3 номинаций: Коктейль, Инглиш-винглиш, Сумасшедшая любовь и Поиск
- 2 номинаций:  Паан Сингх Томар

Следующие фильмы имели несколько наград:
- 7 побед: Барфи!
- 5 побед: История
- 4 победы: Банды Вассейпура и Донор Вики
- 2 победы: Паан Сингх Томар и Пока я жив

## Достижения
- Снеха Кханвалкар стала второй женщиной номинированной в номинации Лучшая музыка к песне для фильма и это после 28 лет. Уша Ханна стала первой женщиной достигшая такого уровня.